# Riazan
Pour les articles homonymes, voir Pereïaslavl.
Riazan (en russe : Ряза́нь, jusqu'en 1778 Pereïaslavl-Riazanski) est une ville de Russie et la capitale administrative de l'oblast de Riazan. Sa population s'élevait à 520.509 habitants en 2024.

## Géographie
Riazan est arrosée par la rivière Oka, et se trouve à 185 km au sud-est de Moscou. Elle accueille la base aérienne de Dyagilevo.

## Histoire
Riazan aurait été créée en 1095 par des colons russes, comme poste avancé d'un territoire peuplé jusque-là par des Finnois. La ville était initialement en bois ; elle fut progressivement reconstruite en pierre. La partie la plus ancienne de la ville remonte aujourd'hui au XVe siècle.
Toutefois la ville n'est citée pour la première fois qu'en 1301 sous l'appellation Pereïaslavl-Riazanski. À l'époque elle faisait partie de la principauté de Riazan qui fut indépendante jusqu'au milieu du XIIe siècle. Le premier dirigeant de Riazan a sans doute été Iaroslav Sviatoslavitch, prince de Tchernigov (ville de la Rus' de Kiev), plus tard prince de Mourom-Riazan.
La région située à la limite de la steppe et de la forêt a souffert de nombreuses invasions venues du sud : Khazars, Petchénègues, Coumans (ou Polovtses). La capitale de la principauté de Riazan fut la première ville russe à tomber sous le joug des Mongols : la ville fut conquise et détruite en 1237. Elle fut reconstruite 50 km plus loin sous l'appellation de Pereslavl-Riazanski : l'ancien site est aujourd'hui désigné sous l'appellation Staraïa Riazan (« Vieux Riazan »).
À la fin du XIIIe siècle, le prince de Riazan déplaça la capitale de la principauté à Pereslavl-Riazanski où en 1291 un évêché orthodoxe fut fondé. En 1521 la principauté fut rattachée à l'Empire russe. Pereslavl-Riazanski obtint le statut de ville en 1719 et fut rebaptisée Riazan en 1778.
Aujourd'hui Riazan est une ville tournée vers l'industrie et l'armée. Les principaux secteurs d'activité sont l'industrie lourde et la métallurgie. La ville abrite aussi depuis 1960 la raffinerie de Riazan. Il existe de nombreux centres de formation dont celui des troupes aéroportées.
En 2022, le ministère de la Construction a publié une note actualisée du nouvel indice de numérisation urbaine. Riazan est entré dans les trois premières villes avec une population de 250 mille à un million de personnes

## Politique et administration

### Divisions administratives
La ville de Riazan est divisée en quatre raïons urbains (arrondissements)  : Moskovski, Oktiabrski, Sovetski et Jeleznodorojny.

### Jumelages
- Lovetch (Bulgarie) depuis 1964
- Münster (Allemagne) depuis 1989
- Bressuire (France) depuis 1997
- Xuzhou (Chine) depuis 1998
- Alexandrie (Italie) depuis 2006
- Ostrów Mazowiecka (Pologne) depuis 2008
- Nouvel Athos (République d'Abkhazie) depuis 2008

## Population et société
Recensements (*) ou estimations de la population
| 1825   | 1856   | 1897*  | 1920   | 1923*  | 1926*  |
| ------ | ------ | ------ | ------ | ------ | ------ |
| 18 326 | 21 449 | 46 122 | 41 276 | 44 902 | 50 919 |

| 1937*  | 1939*  | 1959*   | 1970*   | 1979*   | 1989*   |
| ------ | ------ | ------- | ------- | ------- | ------- |
| 71 865 | 95 357 | 214 130 | 350 151 | 453 267 | 514 638 |

| 2002*   | 2006    | 2010*   | 2012    | 2013    | 2014 |
| ------- | ------- | ------- | ------- | ------- | ---- |
| 521 560 | 513 261 | 524 927 | 525 929 | 527 905 | -    |

### Enseignement
La ville dispose de quatre universités dont :
- Université agrotechnologique d'État, fondée en 1949,
- Université d'État de médecine Pavlov, fondée en 1943.

### Sports
Football
- FK Spartak Riazan (1937-2000)
- FK Riazan (1995-2009)
- FK Spartak-MJK Riazan (2004-2007)
- FK Riazan (depuis 2010)
- Riazan VDV (football féminin)

Hockey sur glace
- HK Riazan

## Transports
Elle est reliée à Vladimir et à Toula par la route fédérale R132.

## Culture locale et patrimoine

### Principaux sites

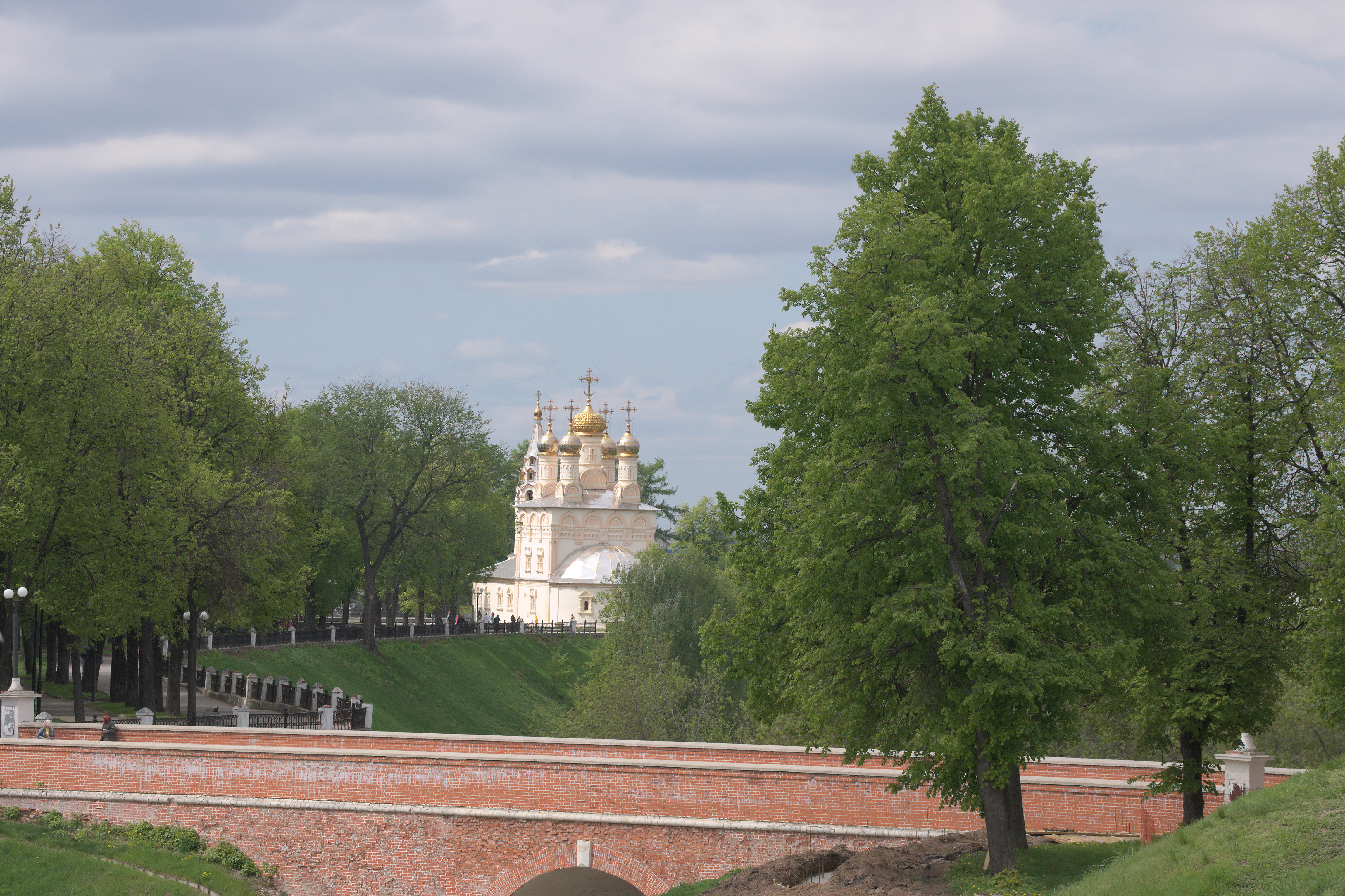
Église du Saint-Sauveur sur Yar, 1695

- Le kremlin de Riazan (XIIIe-XIXe siècles)
  - La cathédrale de la Dormition (Ouspenski sobor) achevée en 1699 par Yakov Boukhvostov
  - Le campanile de la cathédrale (1789-1840, par Tonn et Voronikhine) culmine à 72 mètres.
- Le musée consacré à Pavlov, dont les parents sont enterrés au cimetière Saint-Lazare de Riazan
- Le musée d'architecture
- Le musée des beaux-arts
- Le théâtre
- Le théâtre de marionnettes
- Le cirque pour enfants
- La rue Potchtovaïa (rue de la Poste)
- La rue du Séminaire.
- L'église catholique de l'Immaculée-Conception, construite en 1894, fermée en 1935 et rendue au culte en 2018.

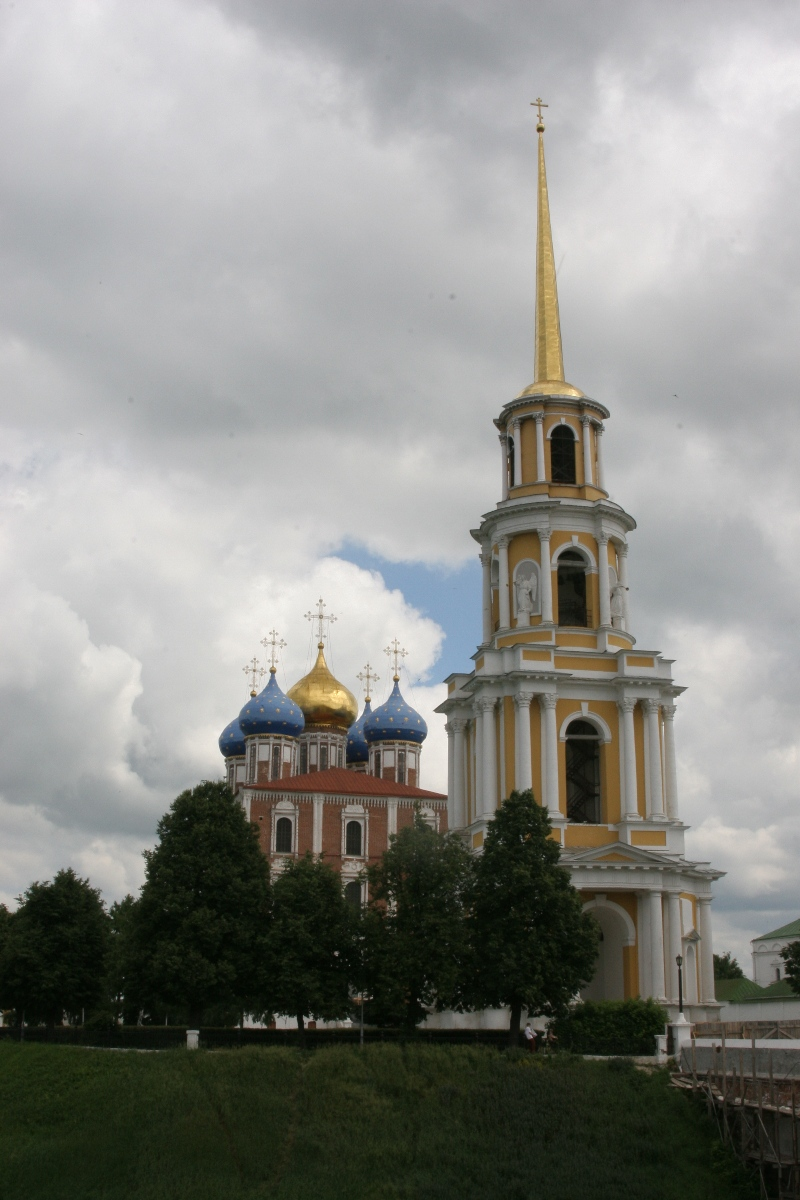
Cathédrale de la Dormition (Ouspenski sobor).
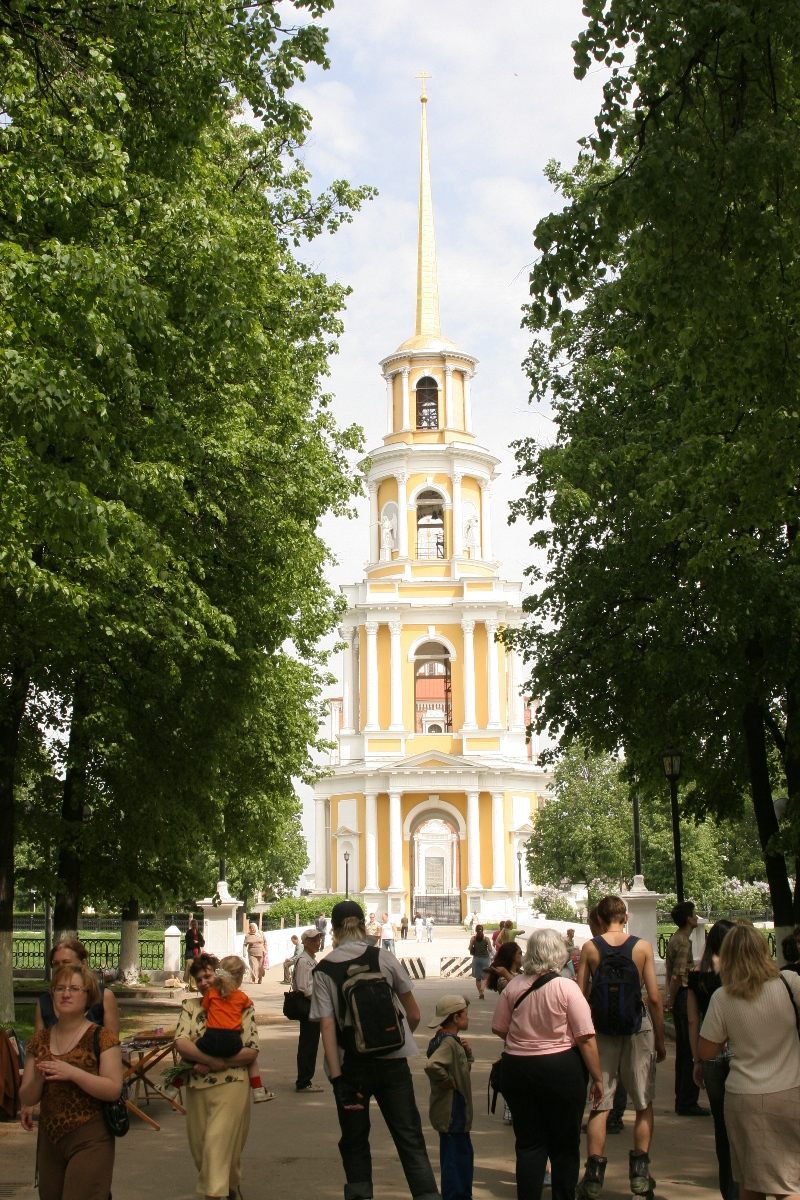
Clocher.
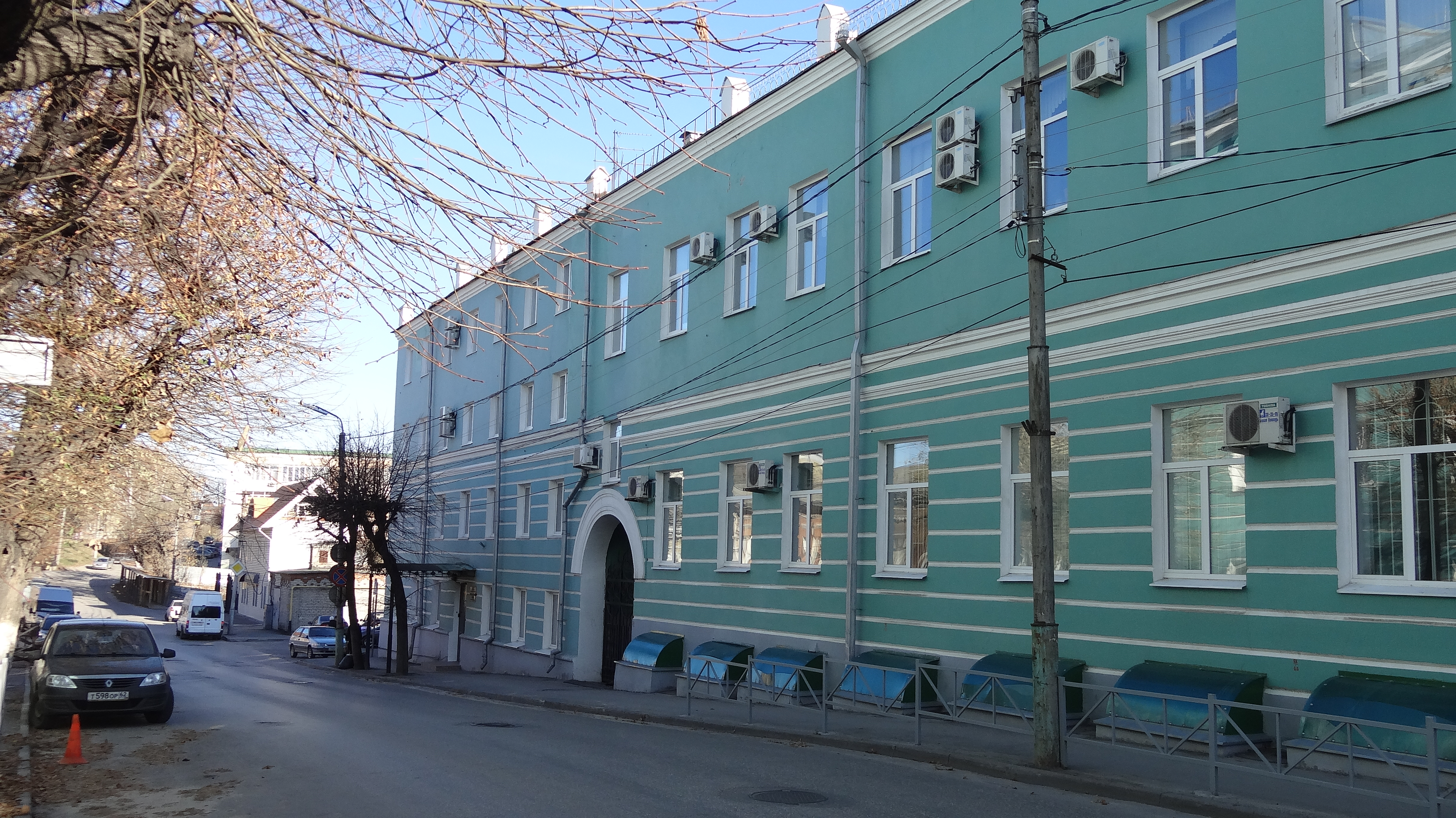
Rue Potchtovaïa (rue de la Poste)
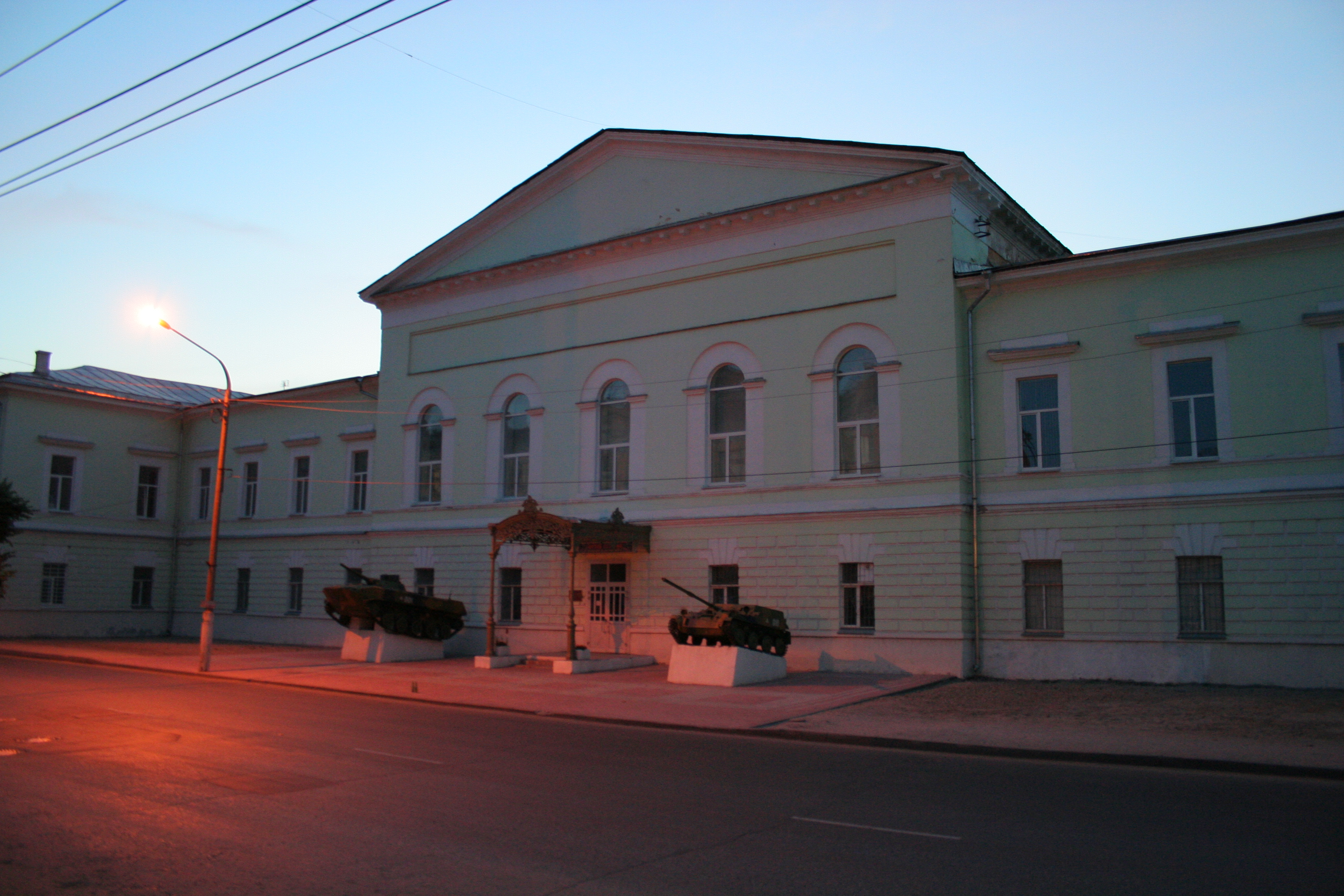
Le musée de l'aviation russe.
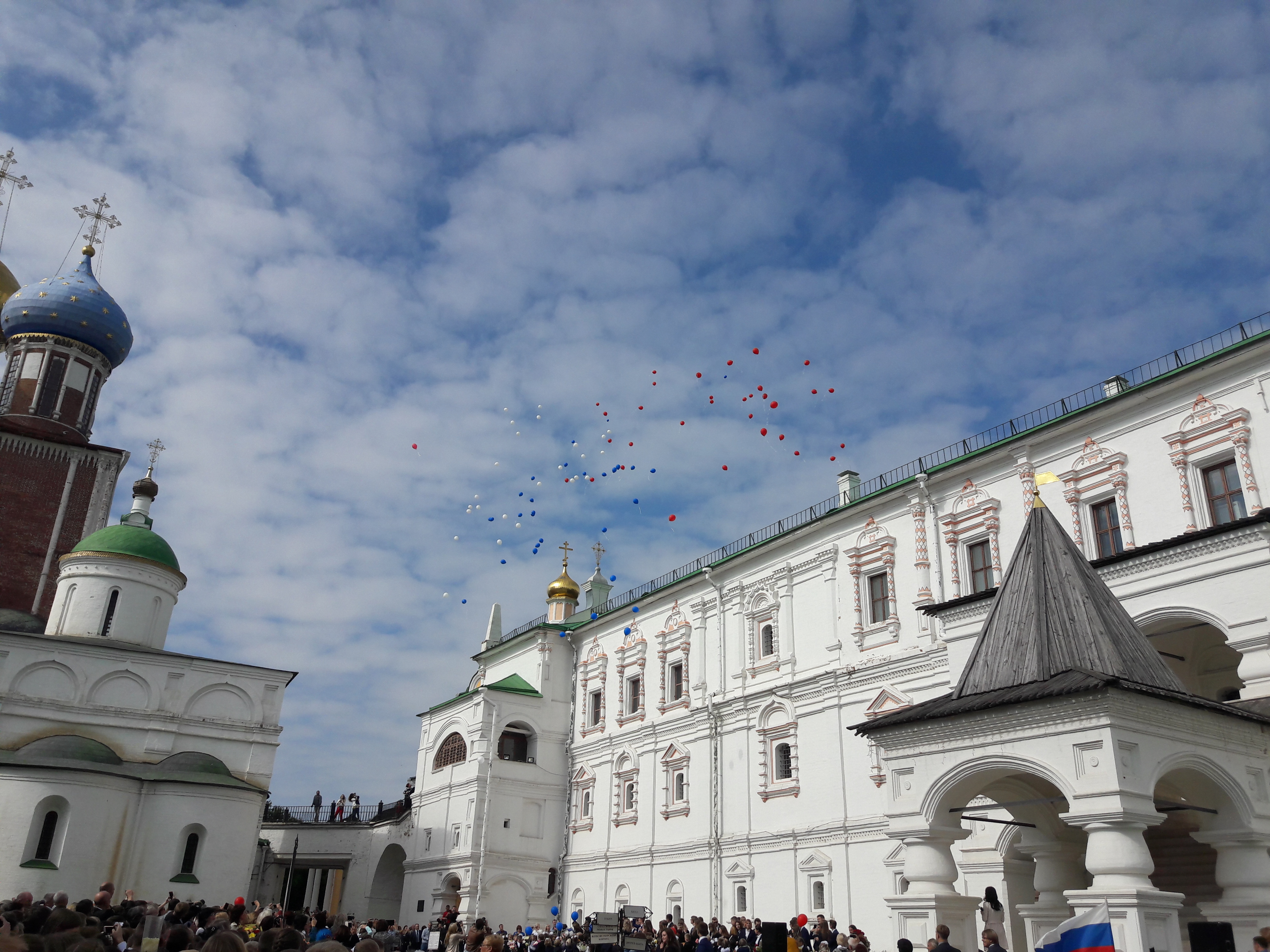
1er septembre au Kremlin de Riazan

### Personnalités liées à Riazan
Personnalités nées à Riazan :
- Sergueï Essénine (1895–1925), poète
- Judith-Flores Ialovaïa (1987-), joueuse de volley-ball
- Vassili Jouravlev (1904–1987), réalisateur de cinéma russe et soviétique
- Olga Kaliturina (1976), athlète russe spécialiste du saut en hauteur
- Maria Kalmykova (1978), joueuse russe de basket-ball
- Alekseï Kojevnikov (1836–1902), neurologiste et psychiatre russe
- Yana Lukonina (1993), gymnaste
- Andreï Markov (1856–1922), mathématicien connu pour les chaînes de Markov
- Irina Meleshina (1982), athlète russe spécialiste du saut en longueur
- Andreï Mironov (1975), peintre
- Sergueï Panov (1970), joueur russe de basket-ball
- Ivan Pavlov (1849–1936), physiologiste et psychologue connu pour ses théories sur le conditionnement (le réflexe pavlovien)
- Iakov Polonski (1819–1898), poète et écrivain
- Maximilian Presniakov (1968), artiste peintre
- Sergueï Rozanov (1870–1937), fondateur de l'école russe de clarinette
- Kirill Sosunov (1975), athlète
- Alexandra Troussova (2004), patineuse russe et championne du Monde junior de patinage artistique
- Constantin Tsiolkovski (1857–1935), l'un des inventeurs des fusées spatiales